# باولو سيزار دي أوليفيرا
باولو سيزار دي أوليفيرا (بالبرتغالية: Paulo Cesar de Oliveira‏) هو لاعب كرة قدم وحكم كرة قدم برازيلي، ولد في 16 ديسمبر 1973 في كروزيرو ‏ في البرازيل.

## روابط خارجية
- باولو سيزار دي أوليفيرا على موقع Soccerway.com (الإنجليزية)